# Sofie Verbruggen
Sofie Thérèse Verbruggen (Antwerpen, 8 mei 1956) is een Belgische zangeres. Ze is het meest bekend onder haar artiestennaam (en tevens voornaam) Sofie.

## Biografie
Sofie werd ontdekt in 1973 in de Ontdek de ster-wedstrijd. In 1975 ging ze bij de discoformatie Trinity van Fred Beekman en Bob Baelemans zingen tot deze groep in 1978 uit elkaar ging. Een succes uit die tijd was de single 002.345.709 (That's my number). In 1982 scoorde ze een bescheiden hit met I Love You. In Azië daarentegen werd het een hit met miljoenen bezoekers op Youtube.
In 1983 nam ze deel aan de Belgische preselectie voor het Eurovisiesongfestival met het lied Nummer één. Ze moest het uiteindelijk afleggen tegen Pas de Deux. In 1987 nam ze met het liedje Door jou opnieuw deel aan de Belgische preselecties voor het Eurovisiesongfestival maar strandde op een zesde plaats.
Begin jaren 80 zingt ze ook de extra stem op de hit Hittentit van Urbanus. 
In 1989 bracht Verbruggen het jazz-album When Morning Comes uit met onder andere pianist en goede vriend Jack van Poll en gitarist Philip Catherine. Ook had zij een rol in de musical Jesus Christ Superstar van 1999. Op het album Love Loops (CNR) zong ze een duet met Bobby Womack.  Van 1996 tot 2012 was Sofie zangdocente aan het Conservatorium van Gent. In 2007 bracht zij een album met klassiek orkest uit: Songs in the Key of Love olv Dirk Brossé. Daarop staat ook een duet met Mike & The Mechanics-zanger Paul Carrack. In 2014 bracht ze het album Ella to Bacharach (HKM) uit met o.a. een duet met Toots Thielemans.
In het najaar van 2018 brengt ze samen met JackoBond, Sandrine en Maggie MacNeal een hommage-tournee aan Ann Christy met Want de roos overleeft.
Begin 2019 kreeg ze van S-Plus een "Vedet", een carrièreprijs.

## Discografie
- Trinity - Trinity (1976)
- Trinity - We'll Make it Together (1976)
- Sofie - When Morning Comes (1988)
- Sofie & So Four - So Far So Good (1993)
- Sofie & So Four - Love Loops (1995)
- Sofie & So Four - Tell Me Something Good (2004)
- Sofie - Songs in the Key of Love (2007)[3][4]
- Sofie - Ella To Bacharach (2014)